# 特列索鲁科沃农村居民点
特列索鲁科沃农村居民点（俄语：Тресоруковское сельское поселение）是俄罗斯联邦沃罗涅日州利斯基区所属的一个农村居民点。其下辖有4个居民点，行政中心为特列索鲁科沃。据2016年统计，该农村居民点的人口为3067人。